# Obervisse
Obervisse település Franciaországban, Moselle megyében. Lakosainak száma 157 fő (2022. január 1.). Obervisse Bisten-en-Lorraine, Boucheporn, Narbéfontaine, Niedervisse és Zimming községekkel határos.

## Népesség
A település népességének változása:
| Lakosok száma | 114  | 104  | 119  | 146  | 159  | 160  | 159  | 160  | 160  | 157  |
|               | 1968 | 1982 | 1990 | 2006 | 2013 | 2015 | 2017 | 2019 | 2020 | 2022 |